# リッチモンドFC
リッチモンド・ラグビー（Richmond Rugby）は、イングランドのロンドン・リッチモンドに本拠地を置くラグビーユニオンクラブである。スタジアムはアスレティックグラウンド。ナショナルリーグ1（3部）に所属

## 歴史
出典：
1861年創設。
1997年、プレミアシップ（1部）に昇格。
1998-99シーズン終了後の1999年3月に 経営破綻し、プレミアシップから降格。2000年にはプロクラブからアマチュアクラブになり、最下層の9部リーグから再出発をはかる。
以後、リーグ昇格を重ね、2016-17シーズンにはRFUチャンピオンシップ（2部）に昇格。
2019-20シーズンからはナショナルリーグ1（3部）に降格したが、翌シーズンはRFUチャンピオンシップに復帰。
2023-24シーズンから、ナショナルリーグ1（3部）に降格した。
2024-25シーズンでナショナルリーグ1を優勝。2部リーグへの昇格を果たした。

## 歴代所属選手
- アグスティン・ピチョット(アルゼンチン代表)
- カイル・シンクラー(イングランド代表)
- ダニエル・カルポ(ルーマニア代表)